# Vòng loại Giải vô địch bóng đá thế giới 1994 – Khu vực châu Phi
Dưới đây là kết quả các trận đấu của vòng loại giải vô địch bóng đá thế giới 1994 khu vực châu Phi (CAF).
Có tổng cộng 40 đội tuyển quốc gia thuộc CAF tham dự vòng loại. Tuy nhiên, Burkina Faso, Malawi, São Tomé và Príncipe và Sierra Leone rút lui trước khi lễ bốc thăm diễn ra. Khu vực châu Phi được phân bổ 3 suất (trong tổng số 24) ở vòng chung kết.
Vòng loại bao gồm 2 vòng:
- Vòng 1: 36 đội được chia thành 9 bảng, mỗi bảng 4 hoặc 5 đội. Các đội thi đấu theo thể thức sân nhà - sân khách. Đội đứng đầu mỗi bảng lọt vào vòng cuối.
- Vòng cuối: 9 đội được chia thành 3 bảng, mỗi bảng 3 đội. Các đội thi đấu theo thể thức sân nhà - sân khách. Đội đứng đầu mỗi bảng vượt qua vòng loại.

## Vòng 1

### Bảng A
| VT | Đội     | Đ | ST | T | H | B | BT | BB | HS |
| -- | ------- | - | -- | - | - | - | -- | -- | -- |
| 1  | Algérie | 5 | 4  | 2 | 1 | 1 | 5  | 4  | +1 |
| 2  | Ghana   | 4 | 4  | 2 | 0 | 2 | 4  | 3  | +1 |
| 3  | Burundi | 3 | 4  | 1 | 1 | 2 | 2  | 4  | −2 |
| 4  | Uganda  | 0 | 0  | 0 | 0 | 0 | 0  | 0  | 0  |

Algérie vào vòng cuối.

### Bảng B
| VT | Đội       | Đ | ST | T | H | B | BT | BB | HS |
| -- | --------- | - | -- | - | - | - | -- | -- | -- |
| 1  | Cameroon  | 6 | 4  | 2 | 2 | 0 | 7  | 1  | +6 |
| 2  | Swaziland | 3 | 3  | 1 | 1 | 1 | 1  | 5  | −4 |
| 3  | Zaire     | 1 | 3  | 0 | 1 | 2 | 1  | 3  | −2 |
| 4  | Liberia   | 0 | 0  | 0 | 0 | 0 | 0  | 0  | 0  |

Cameroon vào vòng cuối.

### Bảng C
| VT | Đội          | Đ  | ST | T | H | B | BT | BB | HS |
| -- | ------------ | -- | -- | - | - | - | -- | -- | -- |
| 1  | Zimbabwe     | 10 | 6  | 4 | 2 | 0 | 8  | 4  | +4 |
| 2  | Ai Cập       | 8  | 6  | 3 | 2 | 1 | 9  | 3  | +6 |
| 3  | Angola       | 4  | 5  | 1 | 2 | 2 | 3  | 4  | −1 |
| 4  | Togo         | 0  | 5  | 0 | 0 | 5 | 2  | 11 | −9 |
| 5  | Sierra Leone | 0  | 0  | 0 | 0 | 0 | 0  | 0  | 0  |

Zimbabwe vào vòng cuối.

### Bảng D
| VT | Đội                  | Đ | ST | T | H | B | BT | BB | HS |
| -- | -------------------- | - | -- | - | - | - | -- | -- | -- |
| 1  | Nigeria              | 7 | 4  | 3 | 1 | 0 | 7  | 0  | +7 |
| 2  | Nam Phi              | 5 | 4  | 2 | 1 | 1 | 2  | 4  | −2 |
| 3  | Cộng hòa Congo       | 0 | 4  | 0 | 0 | 4 | 0  | 5  | −5 |
| 4  | Libya                | 0 | 0  | 0 | 0 | 0 | 0  | 0  | 0  |
| 5  | São Tomé và Príncipe | 0 | 0  | 0 | 0 | 0 | 0  | 0  | 0  |

Nigeria vào vòng cuối.

### Bảng E
| VT | Đội         | Đ | ST | T | H | B | BT | BB | HS |
| -- | ----------- | - | -- | - | - | - | -- | -- | -- |
| 1  | Bờ Biển Ngà | 6 | 4  | 2 | 2 | 0 | 7  | 0  | +7 |
| 2  | Niger       | 5 | 4  | 2 | 1 | 1 | 3  | 2  | +1 |
| 3  | Botswana    | 1 | 4  | 0 | 1 | 3 | 1  | 9  | −8 |
| 4  | Sudan       | 0 | 0  | 0 | 0 | 0 | 0  | 0  | 0  |

Bờ Biển Ngà vào vòng cuối.

### Bảng F
| VT | Đội      | Đ  | ST | T | H | B | BT | BB | HS  |
| -- | -------- | -- | -- | - | - | - | -- | -- | --- |
| 1  | Maroc    | 10 | 6  | 4 | 2 | 0 | 13 | 1  | +12 |
| 2  | Tunisia  | 9  | 6  | 3 | 3 | 0 | 14 | 2  | +12 |
| 3  | Ethiopia | 3  | 6  | 1 | 1 | 4 | 3  | 11 | −8  |
| 4  | Bénin    | 2  | 6  | 1 | 0 | 5 | 3  | 19 | −16 |
| 5  | Malawi   | 0  | 0  | 0 | 0 | 0 | 0  | 0  | 0   |

Maroc vào vòng cuối.

### Bảng G
| VT | Đội        | Đ | ST | T | H | B | BT | BB | HS |
| -- | ---------- | - | -- | - | - | - | -- | -- | -- |
| 1  | Sénégal    | 6 | 4  | 3 | 0 | 1 | 10 | 4  | +6 |
| 2  | Gabon      | 5 | 4  | 2 | 1 | 1 | 7  | 5  | +2 |
| 3  | Mozambique | 1 | 4  | 0 | 1 | 3 | 3  | 11 | −8 |
| 4  | Mauritanie | 0 | 0  | 0 | 0 | 0 | 0  | 0  | 0  |

Sénégal vào vòng cuối.

### Bảng H
| VT | Đội          | Đ | ST | T | H | B | BT | BB | HS  |
| -- | ------------ | - | -- | - | - | - | -- | -- | --- |
| 1  | Zambia       | 6 | 4  | 3 | 0 | 1 | 11 | 3  | +8  |
| 2  | Madagascar   | 6 | 4  | 3 | 0 | 1 | 7  | 3  | +4  |
| 3  | Namibia      | 0 | 4  | 0 | 0 | 4 | 0  | 12 | −12 |
| 4  | Tanzania     | 0 | 0  | 0 | 0 | 0 | 0  | 0  | 0   |
| 5  | Burkina Faso | 0 | 0  | 0 | 0 | 0 | 0  | 0  | 0   |

Zambia vào vòng cuối.

### Bảng I
| VT | Đội    | Đ | ST | T | H | B | BT | BB | HS |
| -- | ------ | - | -- | - | - | - | -- | -- | -- |
| 1  | Guinée | 2 | 2  | 1 | 0 | 1 | 4  | 2  | +2 |
| 2  | Kenya  | 2 | 2  | 1 | 0 | 1 | 2  | 4  | −2 |
| 3  | Gambia | 0 | 0  | 0 | 0 | 0 | 0  | 0  | 0  |
| 4  | Mali   | 0 | 0  | 0 | 0 | 0 | 0  | 0  | 0  |

Guinée vào vòng cuối.

## Vòng cuối

### Bảng A
| Đội         | ST | T | H | B | BT | BB | HS | Đ |
| ----------- | -- | - | - | - | -- | -- | -- | - |
| Nigeria     | 4  | 2 | 1 | 1 | 10 | 5  | +5 | 5 |
| Bờ Biển Ngà | 4  | 2 | 1 | 1 | 5  | 6  | −1 | 5 |
| Algérie     | 4  | 0 | 2 | 2 | 3  | 7  | −4 | 2 |

Nigeria vượt qua vòng loại World Cup.

### Bảng B
| Đội     | ST | T | H | B | BT | BB | HS | Đ |
| ------- | -- | - | - | - | -- | -- | -- | - |
| Maroc   | 4  | 3 | 0 | 1 | 6  | 3  | +3 | 6 |
| Zambia  | 4  | 2 | 1 | 1 | 6  | 2  | +4 | 5 |
| Sénégal | 4  | 0 | 1 | 3 | 1  | 8  | −7 | 1 |

Maroc vượt qua vòng loại World Cup.

### Bảng C
| Đội      | ST | T | H | B | BT | BB | HS | Đ |
| -------- | -- | - | - | - | -- | -- | -- | - |
| Cameroon | 4  | 3 | 0 | 1 | 7  | 3  | +4 | 6 |
| Zimbabwe | 4  | 2 | 0 | 2 | 3  | 6  | −3 | 4 |
| Guinée   | 4  | 1 | 0 | 3 | 4  | 5  | −1 | 2 |

Cameroon vượt qua vòng loại World Cup.

## Các đội tuyển vượt qua vòng loại
Dưới đây là 3 đội thuộc CAF vượt qua vòng loại cho vòng chung kết.
| Đội      | Tư cách vượt qua vòng loại | Ngày vượt qua vòng loại | Lần tham dự tham dự Giải vô địch bóng đá thế giới trước1 |
| -------- | -------------------------- | ----------------------- | -------------------------------------------------------- |
| Nigeria  | Nhất vòng cuối bảng A      | 8 tháng 10 năm 1993     | 0 (lần đầu)                                              |
| Maroc    | Nhất vòng cuối bảng B      | 10 tháng 10 năm 1993    | 2 (1970, 1986)                                           |
| Cameroon | Nhất vòng cuối bảng C      | 10 tháng 10 năm 1993    | 2 (1982, 1990)                                           |

1 In đậm chỉ ra vô địch cho năm đó. In nghiêng chỉ ra chủ nhà cho năm đó.

## Cầu thủ ghi bàn hàng đầu
8 bàn
| - Rashidi Yekini |

6 bàn
| - Agent Sawu |

5 bàn
| - Abdelhafid Tasfaout | - Abdoulaye Traoré | - Mohammed Chaouch |

4 bàn
| - Alphonse Tchami - Hossam Hassan | - Guy Roger Nzamba - Souleyman Sané | - Kalusha Bwalya |

3 bàn
| - Joël Tiéhi - Titi Camara | - Abdelmajid Bouyboud - Youssef Fertout | - Ayedi Hamrouni - Kelvin Mutale |

2 bàn
| - Mourad Meziane - François Omam-Biyik - Omar Ben Salah - Ahmed El-Kass - Fodé Camara - Jean-Paul - Harry Elyse Randrianaivo | - Rachid Daoudi - Moussa Yahaya - Daniel Amokachi - Finidi George - Moussa Badiane - Alagame Seck - Taoufik Herichi | - Mohamed Ali Mahjoubi - Faouzi Rouissi - Lotfi Rouissi - Moses Chikwalakwala - Adam Ndlovu - Peter Ndlovu |

1 bàn
| - Mohamed Brahimi - Antonio Neto - José Neves - Paulão - Youssouf Arouna - Euloge Sacramento - Comlan Lambert Sossa - Itumeleng Duiker - Amani Habimana - Albert Niyonkuru - Olivier Djappa - Ernest Ebongué - David Embé - Jacob Ewane - Jean-Pierre Fiala - Emmanuel Maboang - Joseph Mbarga - Emmanuel Tiki - Lucien Kassi-Kouadio - Ahmed Ouattara - Yasser Ezzat - Ayman Mansour - Hany Ramzy - Milyon Beguashaw - Mengitsu Hussein - Asnake Tenker | - François Amégasse - Pierre Aubameyang - Valery Ondo - Charles Akonnor - Kwame Ayew - Abedi Pele - Tony Yeboah - Sékou Dramé - Souleymane Oularé - Mohamed Sylla - Henry Motego - Patrick Nachok - Etienne Rado Rasoanaivo - Fidy Rasoanaivo - Frederic Remi - Lahcen Abrami - Tahar El Khalej - Abdeslam Laghrissi - Mohammed Lashaf - Abdelkabir Mezziane - Mohamed Samadi - Arnaldo Owanga - Antonio Sardina - Henrique Tembe - Soumaila Yattaga - Edema Fuludu | - Jay-Jay Okocha - Thomson Oliha - Richard Daddy Owubokiri - Samson Siasia - Mamadou Diarra - Mamadou Diallo - Papa Yakhya Lette - Harold Legodi - Phil Masinga - Turbie Terblanche - Salissou Ali - Tadjou Salou - Jameleddine Limam - Adel Sellimi - Ziad Tlemçani - Okita Katschi - Johnson Bwalya - Wisdom Mumba Chansa - Elijah Litana - Kenneth Malitoli - Gibby Mbasela - Charly Musonda - Timothy Mwitwa - Kenan Simambe - Henry McKop |